# 2394 Надеєв
2394 Надеєв (2394 Nadeev) — астероїд головного поясу, відкритий 22 вересня 1973 року.
Тіссеранів параметр щодо Юпітера — 3,165.